# Saint-Martin-sur-le-Pré
Saint-Martin-sur-le-Pré is een gemeente in het Franse departement Marne (regio Grand Est) en telt 882 inwoners (1999). De plaats maakt deel uit van het arrondissement Châlons-en-Champagne.

## Geografie
De oppervlakte van Saint-Martin-sur-le-Pré bedraagt 11,8 km², de bevolkingsdichtheid is 74,7 inwoners per km².
De onderstaande kaart toont de ligging van Saint-Martin-sur-le-Pré met de belangrijkste infrastructuur en aangrenzende gemeenten.

## Demografie
Onderstaande figuur toont het verloop van het inwonertal (bron: INSEE-tellingen).